# Гоголи (Удмуртия)
Го́голи — деревня в Камбарском районе Удмуртии. Входит в состав Михайловского сельского поселения.

## География
Деревня находится в юго-восточной части республики, на расстоянии примерно 17 км (по прямой) к северу от города Камбарка, административного центра района.

### Часовой пояс
Деревня Гоголи, как и вся Удмуртия, находится в часовой зоне МСК+1. Смещение применяемого времени относительно UTC составляет +4:00.

## Население
| 2010 | 2012 |
| ---- | ---- |
| 12   | ↘8   |

### Национальный состав
Согласно результатам переписи 2002 года, в национальной структуре населения русские составляли 75 % из 16 чел.